# D.O.A.
A D.O.A. egy kanadai punkegyüttes. 1978-ban alakultak Vancouverben. Három tag már játszott egy másik, a The Skulls nevű együttesben is. Miután ez feloszlott, Joey Keithley, Brian Roy Goble és Dimwit megalapították a D.O.A.-t. Első nagylemezük 1980-ban jelent meg.

## Diszkográfia
- Something Better Change (1980)
- Hardcore '81 (1981)
- Let's Wreck the Party (1985)
- True (North) Strong and Free (1987)
- Murder (1990)
- 13 Flavours of Doom (1990)
- Loggerheads (1993)
- The Black Spot (1995)
- Festival of Atheists (1998)
- Win the Battle (2002)
- Live Free or Die (2004)
- Northern Avenger (2008)
- Kings of Punk, Hockey and Beer (2009)
- Talk, Action=0 (2010)
- We Come in Peace (2012)
- Hard Rain Falling (2015)
- Fight Back (2018)
- Treason (2020)